# ブランデンブルク級戦艦
| ブランデンブルク級戦艦 | ブランデンブルク級戦艦 |
| ---------------------- | --- |
|                        | |
| 艦級概観               | |
| 艦種                   | 戦艦 |
| 艦名                   | 都市名、人名 |
| 前級                   | - |
| 次級                   | カイザー・フリードリヒ3世級戦艦 |
| 性能諸元               | |
| 排水量                 | 常備：10,013トン |
| 全長                   | 115.7m |
| 全幅                   | 19.5m |
| 吃水                   | 7.8m |
| 機関                   | 海軍式石炭専焼円缶12基 +三気筒三段膨張式レシプロ機関 2基2軸推進 |
| 最大出力               | 9,698hp |
| 最大速力               | 16ノット |
| 航続距離               | 10ノット/4,500海里 14ノット/2,200海里 |
| 燃料                   | 石炭：650トン（常備）、1,050トン（満載） |
| 乗員                   | 568名 |
| 兵装                   | 40口径28cm連装砲2基 35口径28cm連装砲1基 35口径10.5cm単装速射砲6基 35口径8.8cm単装速射砲8基 37mm機砲12基 45cm水上魚雷発射管6基                                                     |
| 装甲                   | 舷側：300～400mm（水線部） 甲板：60mm（湾曲部） 主砲塔カバー： 120mm（前盾・側盾）、50mm(天蓋) バーベット部：300mm（甲板上）、210mm（甲板下） 司令塔：300mm（側盾）、30mm（天蓋） |

ブランデンブルク級戦艦（ブランデンブルクきゅうせんかん、Brandenburg-Klasse）は、 ドイツ帝国海軍が第一次世界大戦前に竣工させた1番目の前弩級戦艦の艦級である。

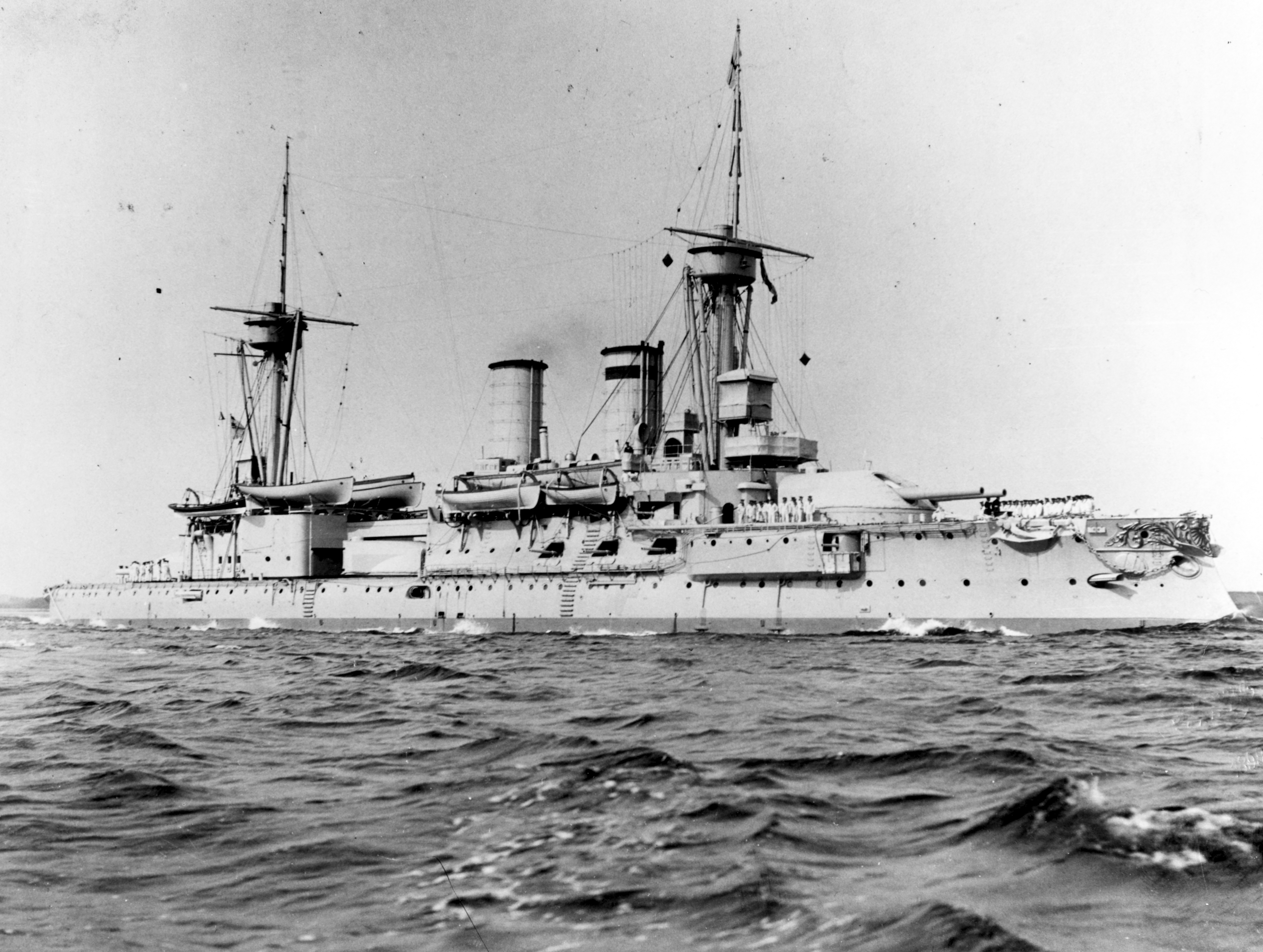
「クルフュルスト・フリードリヒ・ヴィルヘルム」

## 艦形について

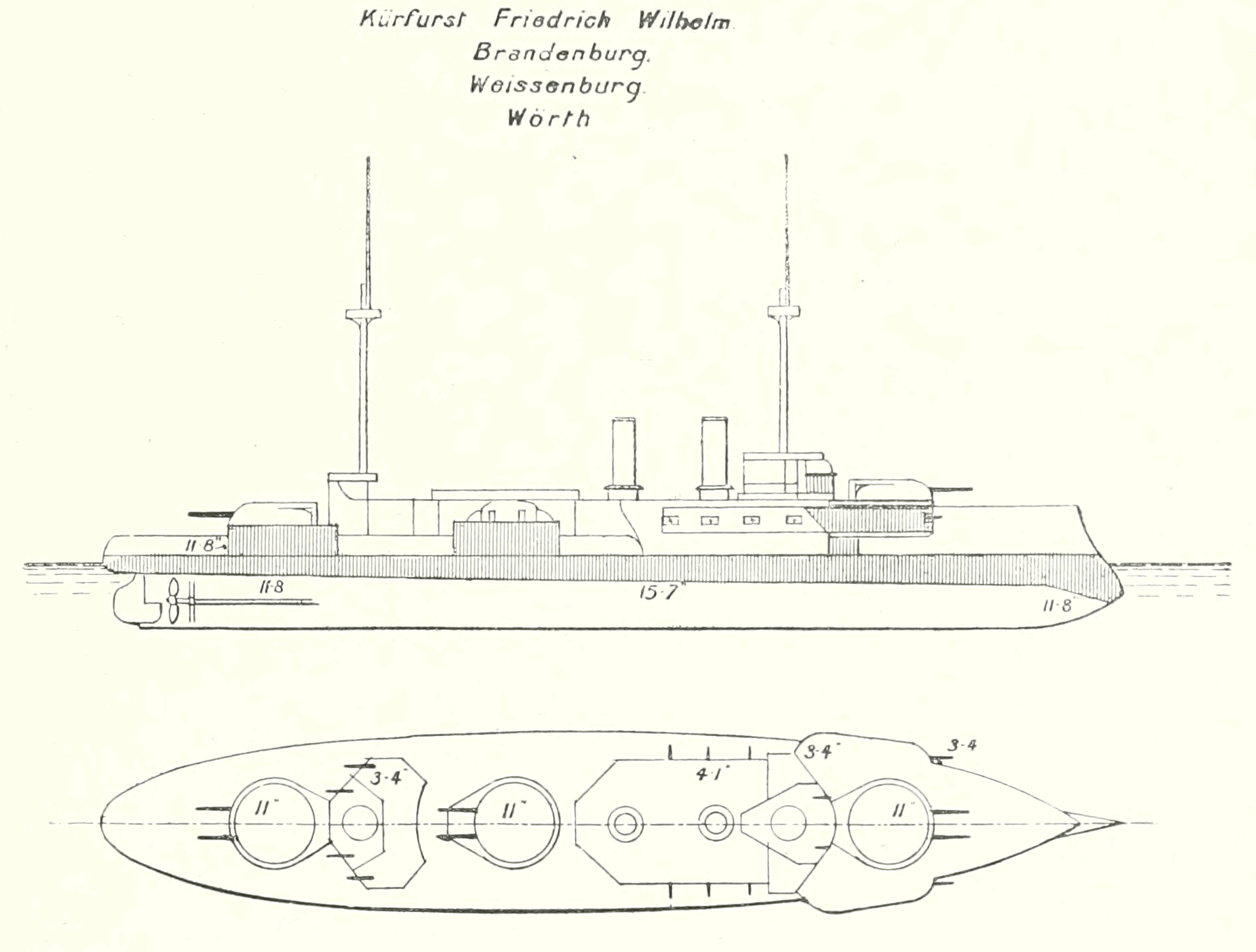
本級の武装・装甲配置を示した図。

当時のドイツ海軍は港湾防御の装甲艦か外洋航行の困難な海防戦艦しか持てない未熟な海軍であったが、1890年計画艦で初めて「戦時に洋上で敵戦闘艦隊と交戦が可能」と言う前提で設計されたのが本級である。当時のドイツ海軍の仮想敵国はイギリスと海洋国家の雌雄を競っていたフランス海軍で、また、情報も多く入って来る都合上、フランス式の様式で纏められた。計画の出た1890年にはフランス海軍では艦隊装甲艦（諸国の前弩級戦艦に相当）アミラル・ボーダン級が竣工しており、本級の基本デザイン・コンセプトはこの艦を可能な限り模倣する事で始まった。
船体形状はきついタンブル・ホーム型の短船首楼型船体を採用、艦首から新設計の40口径28cm砲を露砲塔形式で連装砲とし1番主砲塔を1基、司令塔を組み込んだ操舵艦橋、円柱状のミリタリー・マストと二本煙突を挟み込まれるように建てられた戦闘艦橋の両側は艦載艇置き場となっている。この艦載艇置き場の内部は副砲の10.5cm単装砲の砲郭に充てられており、片舷3門ずつ計6門が装備する。その後部に第一甲板より一段分下げられて中部甲板となっており、そこに上に2番主砲塔として35口径28cm砲を後向きに1基配置した。その後に居住スペースを兼ねたボート・スペースとなっており、運用は前檣・後檣基部に2本ずつ付けられた棒状のボート・クレーンで上げ下しされる。後檣もミリタリー・マスト方式で、その背後の後部甲板上に3番主砲40口径28cm砲が連装砲で1基配置された。

### 主砲塔配置
主砲塔の配置には特色があり、1番砲塔と3番砲塔のみ40口径28cm砲を採用し、2番砲塔のみ35口径28cm砲を採用している。口径の違う砲を混積した理由として、2番主砲塔は前後の上部構造物に挟まれ、同口径砲を採用すると居住区と副砲スペースを削減する必要があるため一回り小さい砲を選択したためと思われる。ちなみにオリジナルのアミラル・ボーダン級では3基とも28口径37cm単装砲と言う、当時のレベルでは未曾有の大口径砲を採用しているが、本級では、ドイツに大口径砲を作成する技術が足りなかったため口径の小さい砲を多数搭載する選択をした。
また、同じ28cm砲を6門積むことから本級は「弩級戦艦の走り」と紹介される資料もあるが前述のように口径長が異なることから弩級戦艦と称するのはいささか不適当で、むしろ本級は準弩級戦艦に近いものである。また、本級の主砲塔は完全な砲塔形式ではなく、露砲塔である。バーベットだけを円筒型装甲で多い、砲塔に見える部分は中口径砲弾に耐える程度の防御が成された軽装甲のカバーにすぎない。ドイツが建造した清国の二等戦艦定遠級も同様である。最大仰角は当時として異例の25度もあった。これは敵陸上施設への曲射砲撃を前提としたもので、遠距離砲戦を考慮しての物では断じてない。なんとなれば当時の計算機では第一次大戦のような遠距離砲戦の弾道計算は不可能である。砲架の旋回方式は列強諸国がローラーを採用しているのに対し、ドイツだけがベアリング方式である。これはドイツ軍艦の伝統となり最後の戦艦であるビスマルク級まで連綿と受け継がれた。

### 副砲、その他の備砲・雷装等
副砲は速射性を重視して35口径10.5cm速射砲を採用し、前部艦載艇置き場の下部に設けられたケースメイト砲郭内部に単装砲架で片舷3門で計6門を装備した。同世代の列強の戦艦が副砲に14cm〜16cm砲を採用しているのに比べて口径が小さいのは仮想敵国のフランス海軍が多数の水雷艇を配備しており、その襲撃に備えるためであった。
同じく対水雷艇用にドイツ軍艦に馴染みとなる35口径8.8cm砲を8門、37mm機砲を12門、45cm魚雷発射管6基を装備した。

### 艦体
艦体は海防戦艦時代からの伝統であるタンブル・ホーム方式を採用し、舵は主舵だけである。

### 防御
装甲防御はフランス式を踏襲しており、水線下の8割以上を防御した。これは全体防御方式と呼ばれ、ドイツ戦艦の伝統となった。また、クルフュルスト・フリードリヒ・ヴィルヘルムのみクルップ鋼板が間に合わず複合鋼板で、ブランデンブルク以降ヴァイセンブルク、ヴェルトからはクルップ鋼板を採用し倍以上の防御力を得た。

## 同型艦
- クルフュルスト・フリードリヒ・ヴィルヘルム（ドイツ語版） Kurfürst Friedrich Wilhelm - 後にオスマン帝国海軍に売却されバルバロス・ハイレッディンとなる。
- ブランデンブルク（ドイツ語版） Brandenburg
- ヴァイセンブルク（ドイツ語版） Weißenburg - 後にオスマン帝国海軍に売却されトゥルグート・レイスとなる。第一次大戦後日本に戦利艦として割り当てられるが編入はされず、新生トルコ海軍にて練習艦となった後、1953年に解体された。
- ヴェルト（ドイツ語版） Wörth